# Портрет мальчика с книгой
«Портрет мальчика с книгой» — картина французского художника Жан-Батиста Перронно (Перроно) из собрания Государственного Эрмитажа.
На картине изображён мальчик 8—10 лет, одетый в светло-коричневый кафтан. Он сидит за столом и держит в руках раскрытую книгу, взгляд устремлён прямо на зрителя. Справа внизу красной краской нанесены цифры 2277 — они соответствуют номеру, под которым картина числилась в первом рукописном каталоге Эрмитажа, начатом в 1797 году.
Картина написана в середине 1740-х годов и выставлялась на Парижском салоне 1746 года, где под № 150 числилась как «портрет маслом, изображающий школьника с книгой, брата художника». Около того же времени картину приобрёл Г. Н. Теплов; в 1781 году, уже после его смерти, его сын А. Г. Теплов с целью покрытия долгов отца продал картину Эрмитажу.
За время нахождения картины в собрании Тепловых имя автора было утеряно, и в рукописный каталог 1797 года картина занесена как произведение неизвестного художника. В эрмитажной описи 1859 года автором указан Ж.-Б. Грёз; это мнение поддержал и Г. Ф. Вааген. В начале XX века было названо имя Ж.-Б. Перронно, и картина была идентифицирована как проходившая на Салоне 1746 года. С тех пор атрибуция картины Перронно считается бесспорной, и в эрмитажных каталогах начиная с 1908 года картина обозначена за его авторством.
Картина выставляется в Зимнем дворце в зале 286.